# سيمون مالودروتو
سيمون مالودروتو (بالإيطالية: Simone Maludrottu)‏ مواليد 4 يونيو 1978 في أولبيا، سردينيا، إيطاليا، هو ملاكم محترف إيطالي يصنف ضمن فئة وزن الديك.

## إحصائيات
خاض خلال مسيرته 28 نزالا، فاز في 26 ولم يتعادل وخسر في 2. فاز بالضربة القاضية في 10 نزالا.

## روابط خارجية
- سيمون مالودروتو على موقع بوكس ريك (الإنجليزية) (registration required)